# 大門德雷斯河

大門德雷斯河是土耳其的河流，位於該國西南部，河道全長548公里，流域面積11,852平方公里，發源自迪納爾，最終在米利都附近注入愛琴海。